# جان هیدوک
جان کوئنتین هیدوک (۱۹ ژوئیه ۱۹۲۹ – ۳ ژوئیه ۲۰۰۰) معمار، هنرمند و استاد دانشگاه آمریکایی چک تبار بود که بیشتر عمر خود را در شهر نیویورک ایالات متحده گذراند. هیدوک به علایق عمیق به مسائل اساسی شکل، سازماندهی، بازنمایی و رابطه متقابل مشهور است.
هیدوک در دانشکده هنر و معماری کوپر یونیون، دانشگاه سینسیناتی و مدرسه عالی طراحی هاروارد تحصیل کرد. او در چندین دفتر در نیویورک از جمله دفتر آی ام پی و همکاران و دفتر ای ام کینی و همکاران کار کرد. او در سال ۱۹۶۵ دفتر خود را در شهر نیویورک تأسیس کرد.

## زندگی حرفه ای

### به عنوان استاد
هیدوک از ۱۹۶۴ تا ۲۰۰۰ استاد دانشکده معماری در کوپر یونیون برای پیشرفت علم و هنر و رئیس دانشکده معماری از سال ۱۹۷۵ تا ۲۰۰۰ بود. ورود او از جمله با همکاری بسیاری از اساتید تأثیرگذار (از جمله ریموند آبراهام، ریکاردو اسکوفیدیو، پیتر آیزنمن، چارلز گواثمی، دایانا اگرست، دین لوئیس، الیزابت دیلر، دیوید شپیرو، دان وال و بسیاری دیگر) کار حرفه‌ای و تفکر انتقادی معماری را به گونه‌ای تغییر داد که ممکن است با تغییر مؤسسه آرمور به مؤسسه فناوری ایلینوی (توسط لودویگ میس فن درروئه) مقایسه شود.

## رویکرد
کارهای اولیه و برنامه درسی او از مجموعه ای از تمریناتِ کاوش مکعب‌ها، شبکه‌ها و فریم‌ها از راه بررسی شبکه‌های مربعیِ قرار داده شده در ظروفِ موربِ در برابر دیوار منحنی اتفاقی به سمت یک سری آزمایش با سطوح تخت و توده‌های منحنی در ترکیب‌ها و رنگ‌های مختلف رسید. برای کمک به تحقیقاتش یک کمک هزینه از بنیاد گراهام در سال ۱۹۶۷ به او اهدا شد. در نهایت، تمرینات مدرنیستی فضاسازی «افراطی» جان هیدوک که به شدت تحت تأثیر فرانک لوید رایت و لودویگ میس فن درروئه بود از علایقش به نفع «شکل / اشیاء» دست آزاد تأثیر اسطوره‌شناسی و معنویت که به وضوح ماهیت شعر او را بیان می‌کرد دست کشید. رابطه بین شکل / اشیاء هیدوک و محیط اطراف‌شان موضوعی بحث‌برانگیز است، که پرسش‌هایی مشابه آن‌ها که در مورد خانه‌های اولیه پیتر آیزنمن مطرح شده را برمی‌انگیزد.

## میراث
هیدوک با نحله‌های بسیاری از جمله پنج معمار نیویورکی (با معمارانْ پیتر آیزنمن، ریچارد مایر، مایکل گریوز و چارلز گواتمی) که کارهای اولیه آن‌ها در کتاب پنج معمار (۱۹۷۳) شرح داده شده و تگزاس رنجرز، گروهی از معماران و استادان نوآور در دانشکده معماری دانشگاه تگزاس آستین که دیگر همراهان شناخته شده آن‌ها شامل کالین رو و ورنر زیلیگمان بود، معاشر بود.
نظریه پردازان، محققین و دانشگاهیان معاصر که کار و تحقیقاتی را از یا دربارهٔ جان هیدوک منتشر می‌کنند شامل کی مایکل هیز،مارک لیندر،رابرت سومول، آنتونی ویدلر و رناتا هیدوک هستند.
بخش بزرگی از کارهای او در مرکز معماری کانادایی در مونترال نگهداری می‌شود.

## ساختمان‌های مهم
- خانه برای یک نوازنده (۱۹۸۳)
- خانه خودکشی و خانه مادر خودکشی (پراگ، یادمان نصب شده ۲۰۱۶)
- برج و بال‌های کرویتسبرگ (برلین، آلمان، ۱۹۸۸)
- مسکن تگل (برلین، ۱۹۸۸)
- خانه چهاربخشی / خانه برای دو برادر (تگل برلین، ۱۹۸۸)
- خانهٔ دروازه (برلین، ۱۹۹۱) برای IBA 87
- نقاب مدوسا (بوئنوس آیرس، ۱۹۹۸)
- خانه دیوار دوم (خرونینگن، ۲۰۰۱)

ساختمانهای مهم جان هیدوک
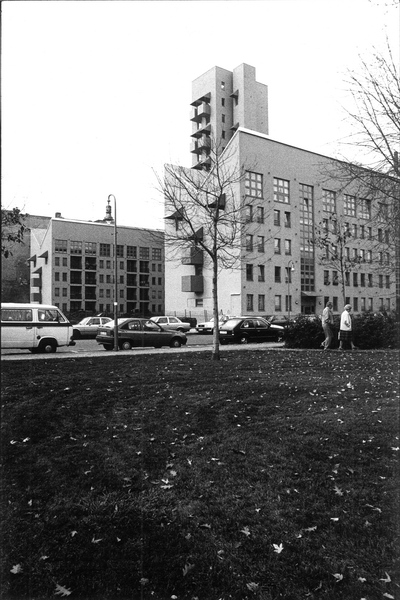
برج و بال‌های کرویتسبرگ (برلین، آلمان، ۱۹۸۸)
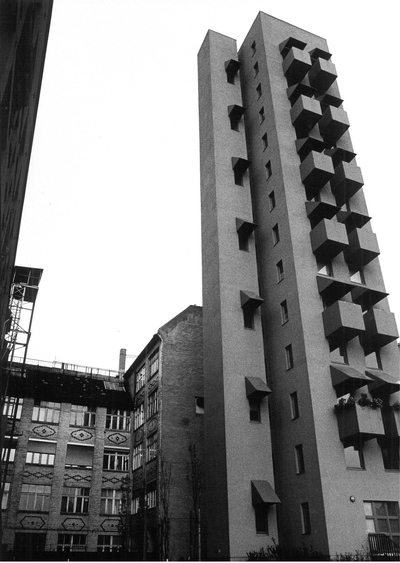
برج و بال‌های کرویتسبرگ (برلین، آلمان، ۱۹۸۸)
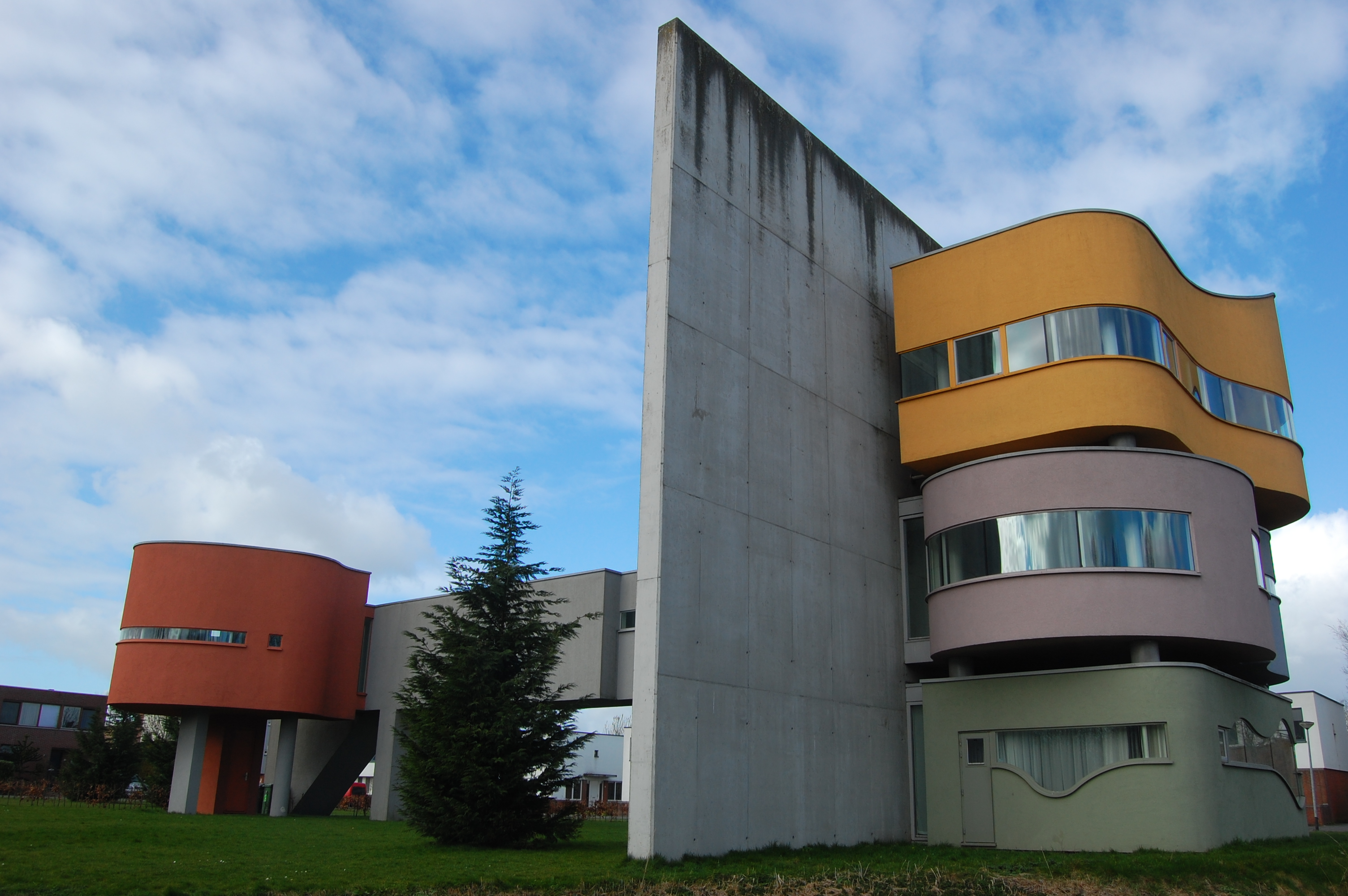
خانه دیوار دوم، طراحی در دهه ۱۹۷۰، ساخته شده پس از مرگ هیدوک (خرونینگن، هلند، ۲۰۰۱).
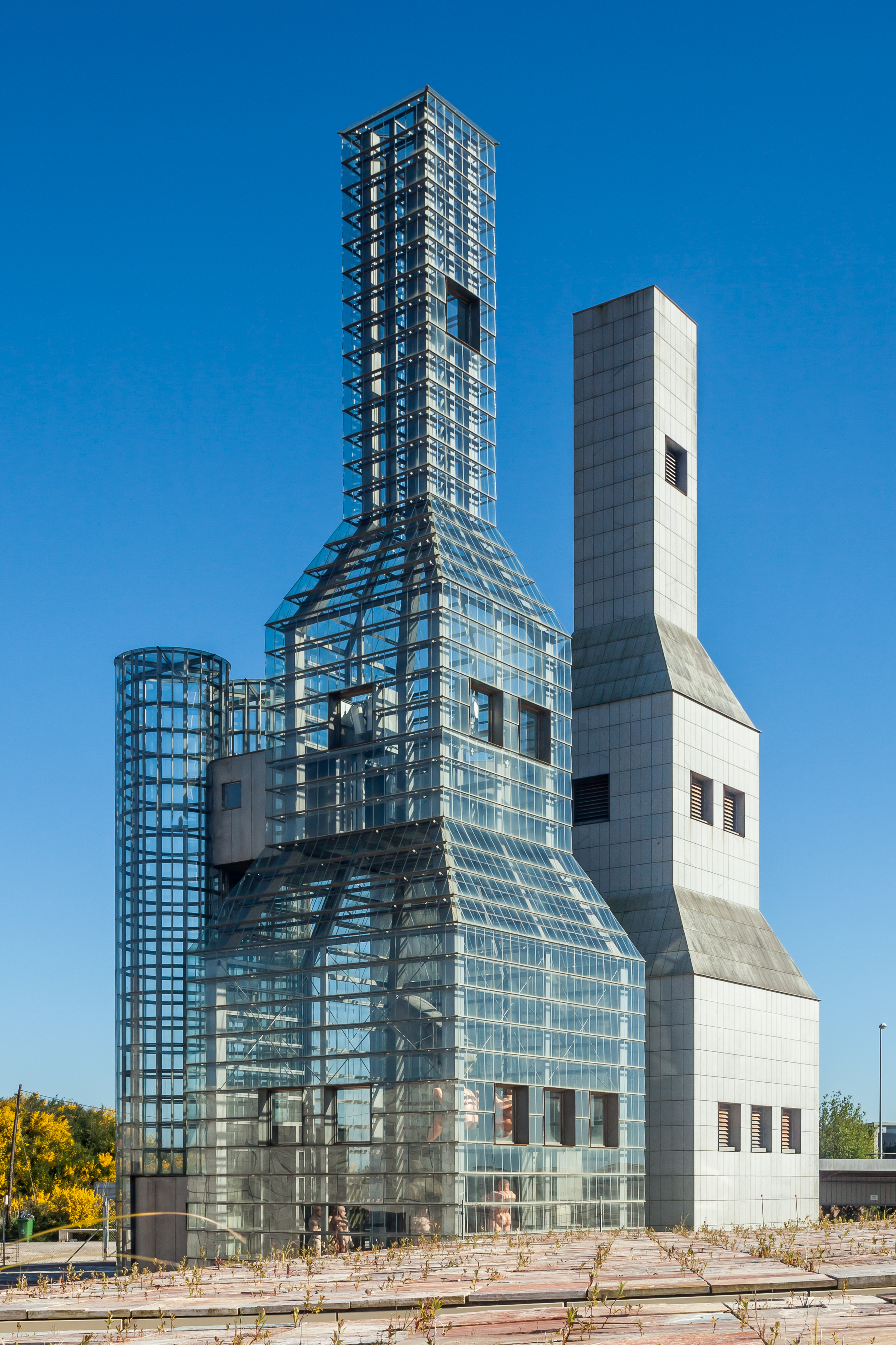
درسانتیاگو د کمپوستلا، اسپانیا.

## کتابشناسی
- Lines: No Fire Could Burn - 1999
- Education Of An Architect A Point Of View - 1988, 1999
- Pewter Wings Golden Horns Stone Veils: Wedding in a Dark Plum Room - 1997
- Adjusting Foundations - 1995
- Architectures In Love - 1995
- Security - 1995
- Berlin Night - 1993
- Soundings - 1993
- Aesop's Fables with Joseph Jacobs. Illustrations by John Hejduk. - 1991
- Práce (Practice) - 1991
- The Riga Project - 1989
- Vladivostok - 1989
- Bovisa - 1987
- Mask of Medusa - 1985
- Fabrications - 1974
- Three Projects - 1969

## آثار ترجمه شده به فارسی
نقاب مه‌دوسا مجموعه آثار جان هیدوک ۱۹۴۷–۱۹۸۳. مترجم ونداد جلیلی. تهران: علم معمار رویال، ۱۳۹۱.